# Mahanta svetlanae
Mahanta svetlanae is een vlinder uit de familie slakrupsvlinders (Limacodidae). De wetenschappelijke naam van de soort is voor het eerst geldig gepubliceerd in 2005 door Alexey V. Solovyev.

## Type
- holotype: "male, 6.XII.1998. leg. M. Hreblay, Y. Sherpa & I. Soos. genitalia slide no. GU N 9665"
- instituut: MWM, München, Duitsland
- typelocatie: "Thailand, Changwat Chiang Mai, 20 km NW of Mae Ai, 1650 m"